# Resolució 94 del Consell de Seguretat de les Nacions Unides
La Resolució 94 del Consell de Seguretat de les Nacions Unides, aprovada per unanimitat el 29 de maig de 1951 va lamentar la mort del jutge de la Cort Internacional de Justícia José Philadelpho de Barros e Azevedo el 5 de maig del mateix any i va decidir que l'elecció per ocupar la seva posició hauria de tenir lloc durant la sisena sessió de l'Assemblea General. El Consell també va decidir que aquesta elecció hauria de tenir lloc abans de l'elecció regular que havia de realitzar-se en la mateixa sessió per ocupar cinc posicions de membres els períodes de les quals anaven a acabar el 5 de febrer de 1952.